# Шва
Шва (от ивр. שְׁוָא‎ [ʃˈva] — ничто) — гласный звук среднего ряда среднего подъёма («нейтральный»). В транскрипции МФА обозначается символом [ə] (U+0259). Этот гласный звучит во многих языках в безударной (слабой) позиции, а в некоторых — и в ударной. Например, безударные гласные (кроме ближайших предударных) в словах «корова» — [kɐˈrovə], «собака» — [sɐˈbakə], «молоко» [məlɐˈko] (см. подробнее в статье Русская фонетика).
Реконструируемый праиндоевропейский звук шва примум отражён в санскрите как i, а в остальных индоевропейских языках — как а.
В некоторых языках этот звук обозначается отдельной буквой. Например, в казахском (ы), армянском (ը), румынском (ă), албанском (ë), болгарском (ъ), чувашском (ă) и искусственном языке логлан (y).

## Шва в иврите
В иврите термином шва обозначается огласовка в виде двух точек под буквой, расположенных вертикально. Эта огласовка в современном иврите либо не произносится (отсутствие гласного звука), либо произносится как гласный «э» или реже «а». В древнем иврите различались «шва нах» (буквально: «шва покоящееся»), не обозначавшее никакого звука, и «шва на» (буквально: «шва подвижное»), обозначавшее гласный звук шва. В современном иврите термины «шва нах» и «шва на» сохранились как чисто грамматические; произношение с ними не связано. Примеры слов:
- סְלִיחָה («прощение») — «шва на», древнее произношение — сəлиха, современное — слиха;
- נְסִיכָה («принцесса») — «шва на», древнее произношение — нəсиха, современное — несиха;
- מִכְתָּב («письмо») — «шва нах», древнее и современное произношение — михтав;
- מַעְבָּדָה («лаборатория») — «шва нах», древнее произношение — маʕбада, современное — маабада.

## В португальском языке
В европейском варианте португальского языка неударные гласные звуки [ɛ] открытое и [e] закрытое подвергаются редукции и преобразуются в беглый более закрытый центральный звук [ə]:
- [ɛ] > [ǝ]

pedra ['pɛđɹɐ] «камень» — pedrinha [pǝ'đɹiɲɐ] «камешек»;
terra ['tɛrɐ] «земля» — terreiro [tǝ'rɐiɹu] «площадь».
- [e] > [ǝ]

mesa ['mezɐ] «стол» — mesinha [mǝ'ziɲɐ] «столик»;
verde ['veɹdǝ] «зелёный» — verdura [vǝɹ'duɹɐ] «зелень».
Е. Г. Голубева описала этот звук следующим образом: «Гласный [ǝ] никогда не бывает ударным. Это — слабый, ненапряжённый, едва слышный, очень краткий звук неясного тембра, среднего подъёма (немного более закрытый чем [e]), центральный. <…> Португальский безударный редуцированный неопределённый звук [ǝ] напоминает русский редуцированный неопределённый звук, появляющийся в безударном положении вместо [ɛ]: шест — шесты. <…> Примеры: menino [mǝ'ninu] „мальчик“, chave ['šɐvǝ] „ключ“, base ['bazǝ] „база“. [ǝ] произносится также в словах, не имеющих собственного ударения (предлогах, неударных формах личных местоимений): de [dǝ], me [mǝ], lhe [λǝ]. В конце слова этот звук практически не слышен, и некоторые авторы опускают в фонетической транскрипции соответствующий знак. В положении между двумя глухими согласными, а также между глухой согласной и паузой имеет место оглушенный оттенок [ə̣] [с точкой внизу знака], не сопровождающийся голосом (вибрацией голосовых связок). Например: pequeno [pə̣'kenu] „маленький“, apetite [ɐpə̣'titǝ] „аппетит“, gripe ['gɹipə̣] „грипп“, parque ['paɹkə̣] „парк“».
До конца 1980-х годов в работах по фонетике европейского варианта португальского языка для редуцированных безударных гласных /e/ и /ɛ/ использовалось обозначение [ǝ], которое с начала 1990-х годов было замещено знаком [ɨ], что, возможно, произошло ввиду создания Португальской ассоциации лингвистики (Associação Portuguesa de Linguística) в 1984 году. В европейском варианте португальского языка шва обладает следующими особенностями:
- эпентетический (англ. epenthetic, “e-schwas”)[7] — безударный гласный шва произносится в некоторых позициях, когда даже не фиксируется в орфографии, что отражает первоначальное значение термина на иврите — «пустой» (англ. empty), и, согласно такой этимологии, может расцениваться как синоним «эпентетический»[8]; например, в некоторых словах из научного лексикона: magma (mag[ɨ]ma), afta (af[ɨ]ta); в инфинитивах: querer [kɨ'ɾeɾɨ]; или иных словах: papel [pɐ'pɛlɨ][9];
- редуцированный шва (англ. reduction, “r-schwa”)[7] — cego [sɛgu] «слепой» > cegueira [sɨ'gɐjɾɐ] «слепота»; medo [‘medu] «боязнь» > medroso [mɨ'dɾozu] «боязливый»[10];
- стабильный шва (англ. stable, “s-schwa”)[7] — имеется, по крайней мере, один случай реализации шва в ударной позиции, несущий смыслоразличительную функцию при противопоставлении форм слияния предлога por с определёнными артиклями в северных диалектах португальского языка pelo ['pɨlu], pela ['pɨlɐ], pelos ['pɨluʃ], pelas ['pɨlɐʃ] существительному pêlo ['pelu] «волосы»[11].

С другой стороны, безударный гласный шва европейского варианта португальского языка не обладает статусом общепризнанной фонемы, некоторые авторы не отражают его в транскрипции или указывают как факультативный звук, интерпретируя «фонему [ɨ]» как реализацию другой фонологической ударной гласной (/e/ или /ɛ/). Поэтому часто встречаются варианты реализаций: senhor [sŋóɾ] — [sɨŋóɾ] «сеньор»; quente [kẽt] — [kẽtɨ] «тёплый»; remetente [ʀmtẽt] — [ʀɨmɨtẽtɨ] «отправитель»; cante [kɐ͂t] «он поёт»; Algarve [ɒɫ'gaɾv(ɨ)] Алгарве.
В бразильском варианте португальского языка безударные гласные /e/ и /ɛ/ произносятся не так, как в европейском варианте, поэтому в фонологии и фонетике этот редуцированный звук принято обозначать знаком [ɪ], поскольку принято считать, что редуцированный гласный [ɨ] отсутствует, хотя шва встречается в диалектах. В диалекте города Белу-Оризонти заударная /a/ реализуется как [ə], например: sala ['salə] «зал».

## Шва вбалканских языках
В некоторых балканских языках шва обозначается отдельной буквой, например в румынском (ă), албанском (ë), болгарском (ъ).
Однако данный звук также присутствует и в других балканских языках, где не имеет соответствующей буквы в алфавите. Именно в таком виде данный звук представлен в ряде южнославянских языков: в сербском, хорватском, боснийском, черногорском, македонском, словенском. Он не обозначается на письме отдельной буквой, а встречается, как правило, между двумя первыми из трёх подряд стоящих согласных, например: срце [sərtse] (серб. сердце), crni [tsərni] (хорв. чёрный).